# Torkel Unge
Torkel Thorgnysson Unge, född den 25 januari 1927 i Sollefteå församling, Västernorrlands län, död den 27 oktober 2007 i Ingarö församling, Stockholms län, var en svensk jurist. Han var son till Thorgny Unge.
Unge avlade juris kandidatexamen vid Stockholms högskola 1950 och genomförde tingstjänstgöring i rådhusrätten i Stockholm 1950–1952 och i Gävle 1952. Han var sekreterare i Svenska Arbetsgivarföreningen 1952–1954, direktörsassistent i Grafiska arbetsgivarförbundet 1955–1959, vice verkställande direktör där 1959–1971, verkställande direktör där 1971–1982 och direktör inom Svenska Arbetsgivarföreningen 1982–1992. Unge var ledamot av Arbetsdomstolen 1979–1995, styrelseledamot i Sveriges radio 1981–1988 och ordförande i Arbetsmarknadens yrkesråd 1982–1988.